# Рогозуб
Рогозуб, или баррамунда (лат. Neoceratodus forsteri) — вид двоякодышащих рыб, костных рыб из класса лопастепёрых. Выделяется в монотипический род рогозубов (Neoceratodus). Единственный доживший до наших дней вид семейства рогозубовых (Neoceratodontidae). Эндемик Австралии, туземцы Квинсленда называют его баррамунда.

## Описание
Крупная рыба длиной до 170 см и весом до 40 кг.
Тело массивное, сжато с боков. Чешуя очень крупная. Плавники мясистые, что позволяет опираться на грунт. Окраска однотонная от рыжевато-коричневой до голубовато-серой, несколько более светлая на боках. Брюхо окрашено от беловато-серебристого до светло-жёлтого цвета.

## Ареал
Эндемик Австралии. Встречается на очень небольшой территории — в бассейнах рек Бёрнетт и Мэри в Квинсленде на северо-востоке Австралии. Также был интродуцирован в ряд озёр и водохранилища Квинсленда, где хорошо прижился.

## Образ жизни
Обитает в реках с медленным течением, предпочитая участки, заросшие водной растительностью. Кроме дыхания жабрами, каждые 40—50 минут поднимается к поверхности, чтобы заглотнуть атмосферный воздух. Рыба выставляет кончик своей головы над поверхностью воды и выбрасывает воздух из легкого, при этом возникает характерный стонуще-хрюкающий звук. И выдох, и вдох производятся через ноздри, при этом челюсти рыбы плотно сомкнуты.
В период засухи, когда реки высыхают и мелеют, рогозубы переживают это время в ямах с сохранившейся водой.
Ведёт малоподвижный образ жизни. Большую часть времени проводит лежа брюхом на дне или опираясь на парные плавники и хвост. Питается различными беспозвоночными.

## Размножение
Нерест растянут и занимает промежуток с апреля по ноябрь. Пика нерест достигает в сентябре — октябре, с наступлением периода дождей. Икру рогозуб откладывает преимущественно на водную растительность, не проявляя дальнейшей заботы о потомстве. Икринки крупные, диаметром 6,5—7,0 мм, окутаны в студенистую оболочку, что придает им сходство с лягушачьей икрой. Данное сходство также проявляется большим количеством желтка и особенностями эмбрионального развития.
Через 10—12 суток из икры вылупляются личинки. У них отсутствуют наружные жабры и цементный орган. Они неподвижно лежат на боку на дне и время от времени передвигаются на другое место поблизости. С переходом к активному питанию личинки переходят к обитанию в тихих и мелких заводях. Через 2 недели личинки становятся мальками. Сначала они питаются нитчатыми водорослями, а позднее и беспозвоночными.
Грудные плавники появляются на 14-й день после выхода из икры, а брюшные — через два с половиной месяца. Через 4 −5 месяцев мальки начинают походить на взрослых рогозубов.

## Продолжительность жизни
5 февраля 2017 года, в Чикагском общественном аквариуме Джона Г. Шедда умер рогозуб по кличке Granddad («Дедушка») в возрасте более 90 лет. Granddad обитал в аквариуме с 1933 года. По состоянию на 2023 год рогозуб по имени Мафусаил, содержащийся в аквариуме Стейнхарта (Калифорнийская академия наук), считается самой старой аквариумной рыбой. Исследование с использованием метода эпигенетических часов показало, что его возраст составляет примерно 93 года. Но эти результаты приблизительны, их точность ± 9 лет, то есть на самом деле рыбе может быть и 102 года.

## Рогозуб и человек
Рогозуба употребляют в пищу. Его мясо красноватого цвета очень ценится местными жителями — как аборигенами, так и поселенцами. В настоящее время вид находится под охраной, лов его запрещён.